# MESSENGER

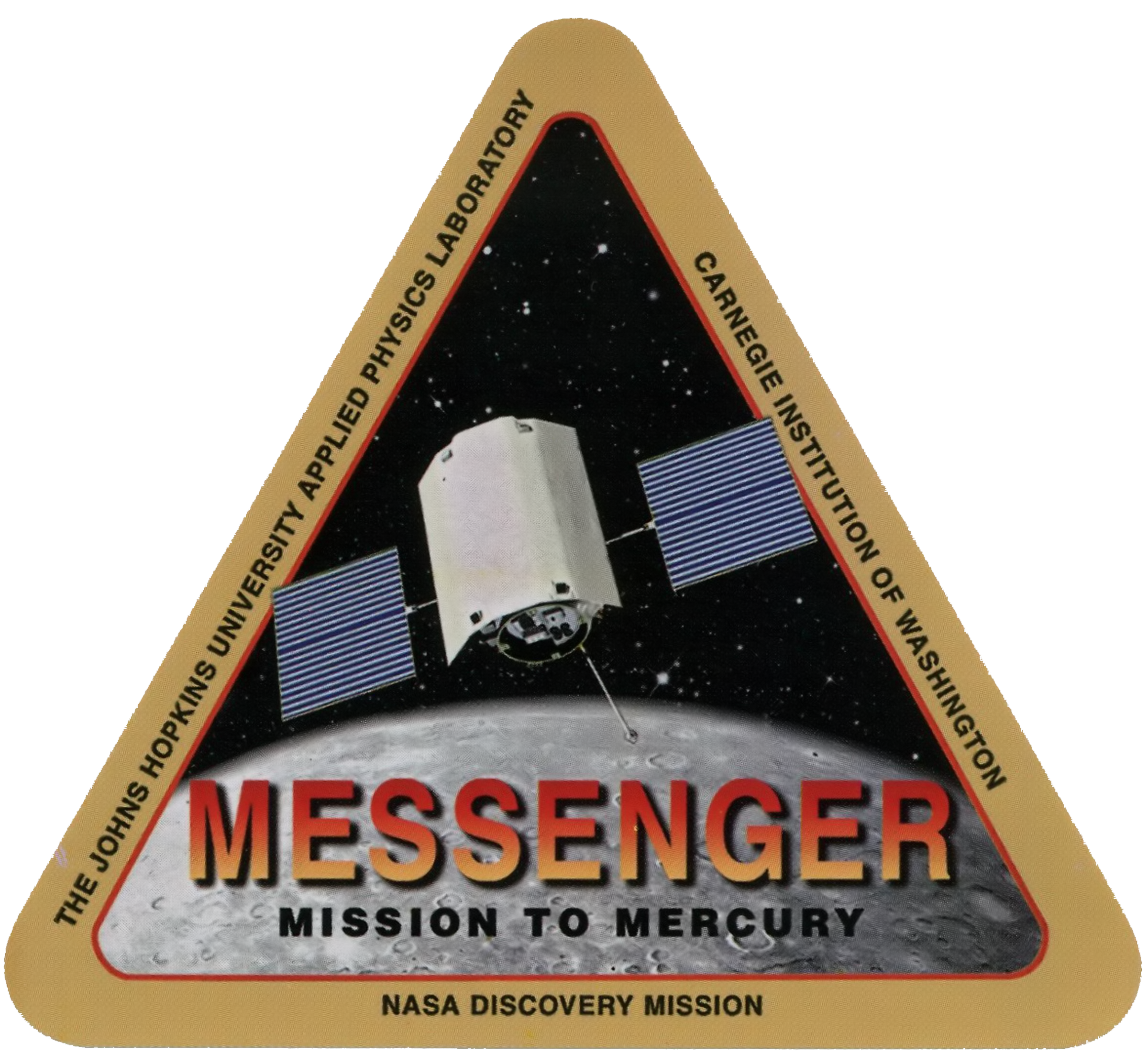
Емблема

MESSENGER (англ. MErcury Surface, Space ENvironment, GEochemistry and Ranging — апарат для дослідження поверхні, навколишнього середовища, геохімії Меркурія і його зондування) — автоматична міжпланетна станція НАСА для дослідження Меркурія. Вартість експедиції склала 446 мільйонів американських доларів.
Messenger запустили 3 серпня 2004 з космодрому на мисі Канаверал. Для виходу на орбіту Меркурія зонд здійснив гравітаційні маневри навколо Землі, Венери і Меркурія. На орбіту Меркурія апарат вийшов 18 березня 2011. 
За результатами експедиції складено першу детальну карту поверхні Меркурія, а дослідження його кратерів продемонстрували неоднорідну внутрішню будову планети. Також апарат вивчив високоенергетичні часточки від Сонця, в потоці яких перебуває планета.

## Розробка
Раніше «Мессенджера» до Меркурія наближався лише один космічний апарат — американський космічний зонд «Марінер-10» (англ. Mariner 10), який 1973 року зробив перші докладні знімки поверхні планети (близько 45% поверхні), підтвердив масу планети, наявність слабкої атмосфери й магнітного поля.
1991 року NASA оприлюднило результат роботи команди, що розробляла план космічної експедиції MESSENGER із виходом апарата на орбіту навколо Меркурія. 1992 році NASA започаткували програму «Discovery», щоб створити менший та дешевший апарат. MESSENGER висували кандидатом на експедицію кілька разів, але лише 1999 року його обрали для запуску. Назва MESSENGER є абревіатурою від англ. «MErcury Surface, Space ENvironment, GEochemistry and Ranging».
Проект космічного зонда розробило Національне аерокосмічне агентство США (NASA) під керівництвом Шона Соломона (англ. Sean Solomon). Станцію створили в лабораторії прикладної фізики університету Джонса Гопкінса під керівництвом директора НАСА Майкла Ґріффіна. Керівником проекту призначили професора Шона Соломона.
Крім картографування поверхні планети, в експедиції було 7 наукових завдань:
- з'ясувати причини високої густини планети;
- дізнатися про геологічну історію планети;
- визначити структуру ядра планети;
- дослідити магнітне поле;
- встановити природу незвичайних, схожих на кригу, утворень на полюсах;
- вивчити екзосфери планети;
- перевірити теорію, згідно з якою Меркурій стискається в міру охолодження свого ядра.

Вивчення Меркурія мало сприяти пізнанню процесу формування Землі, а також глибшому розумінню процесів взаємодії нашої планети із Сонцем.
|                       |                     |                        |                                              |                             |
| Схема апарата (перед) | Схема апарата (зад) | Збирання «Мессенджера» | «Мессенджер» і третя ступень ракети Delta II | Схема ракети-носія Delta II |

## Конструкція
Вага «Мессенджера» становила 1093 кг, з яких більше половини займало паливо: тетраоксид діазоту й гідразин, а також гелій для створення тиску. Корпус апарата розміром 1,42 × 1,85 × 1,27 м виготовлено з композиту, що містить вуглецеве волокно. На борту «Мессенджера» було встановлено 7 одиниць наукової апаратури: дворежимна фотокамера MDIS (англ. Mercury Dual Imaging System) для дослідження ландшафту Меркурія, спектрометр нейтронів гамма- і рентгенівських променів, спектрометр частинок і плазми EPPS (англ. Energetic Particle and Plasma Spectrometer), спектрометр для дослідження складу атмосфери й поверхні планети MASCS (англ. Mercury Atmospheric and Surface Composition Spectrometer), магнітометр і лазерний висотомір. Для обробки даних, що надходять з приладів, на борту «Мессенджера» встановлено два процесори: основний (25 МГц) і запасний (10 МГц). Для захисту космічного апарата від сонячного випромінювання його корпус було вкрито особливим керамічним екраном, здатним витримати температуру 450 °C.

## Перебіг польоту
3 серпня 2004 року після добової затримки, яка була пов'язана з негодою, «Мессенджер» запустили з космодрому ВПС США «Канаверал» ракетою-носієм Delta-II 7925H-9.5. Оскільки політ до Меркурія по прямій неможливий, «Мессенджер» мав зробити кілька гравітаційних маневрів. Перше зближення з Меркурієм планувалося через 4 роки після запуску апарата.
У серпні 2005 року «Мессенджер» зблизився із Землею для гравітаційного маневру. 2006 й 2007 року він здійснив ще два гравітаційних маневри поблизу Венери, під час другого він передав на Землю серію знімків і встановив зв'язок зі штучним супутником Венери «Венера-експрес» задля планової перевірки працездатності апарата. 14 січня та 6 жовтня 2008 року «Мессенджер» двічі наблизився до Меркурія. Під час другого зближення було встановлено рекорд точності проходження запланованою траєкторією: апарат пролетів на відстані 200 км від поверхні планети, а похибка становила всього 600 м.

30 вересня 2009 року «Мессенджер» зробив третє заплановане зближення з поверхнею Меркурія. 17 березня 2011 року, після 6,5 років польоту, почав гальмування, яке тривало 15 хвилин, і космічний апарат було успішно виведено на орбіту планети. У цей час апарат перебував на відстані 46 млн км від Сонця й 155 млн км від Землі, від часу запуску до Меркурія зонд здолав шлях близько 7,9 млрд км.

17 березня 2012 після передачі понад 100 000 фотографій роботу «Мессенджера» продовжили до березня 2013.
17 березня 2013 року експедицію продовжили до березня 2015 року.
|                              |                                          |                                      |                                        |                                        |
| Старт ракети-носія Дельта II | Схема траєкторії польоту апарата (англ.) | Знімок Венери, зроблений Месенджером | Месенджер на орбіті Меркурія (графіка) | Знімок Меркурія, зроблений Месенджером |

MESSENGER завершив свою роботу 30 квітня 2015, коли апарат на швидкості 3,91 км/с врізався в поверхню Меркурія. Приблизні координати падіння апарата: 54 градуси північної широти і 149 градусів західної довготи. Зіткнення сталося на боці планети, недоступному для спостереженню з Землі. Основною причиною завершення експедиції стало вичерпання запасів палива. У результаті падіння апарата на північній півкулі планети утворився кратер діаметром приблизно 16 метрів. Такий розрахунковий результат було отримано після вивчення динаміки зіткнення космічного апарата масою 513 кілограмів, поперечні розміри якого дорівнюють приблизно трьом метрам[джерело?].

## Результати експедиції
Під час перших двох зближень було складено практично повну карту поверхні Меркурія. Виявилося, що раніше невивчена поверхня планети менше поцяткована кратерами. Крім того, за допомогою «Мессенджера» було відкрито унікальні утворення на поверхні планети, зокрема систему грабенів Pantheon Fossae на дні велетенського кратера Caloris Planitia. У липні 2008 року вчені оприлюднили деякі подробиці своїх досліджень. З'ясувалося, що в екзосфері планети наявна вода. Після обробки докладних фотографій кратерів висловлювалися припущення, що водяний лід може бути виявлено й на поверхні планети. Детальні знімки зубчастих урвищ — ескарпів, що з'явилися на Меркурії під час охолодження розплавленого ядра планети, довели, що планета стискалася. На дні деяких кратерів було знайдено сліди лави, що свідчили про вулканічну активність планети. Було досліджено магнітосферу планети, проте її природу так і не було встановлено. 